# Amsterdams Notarieel Archief

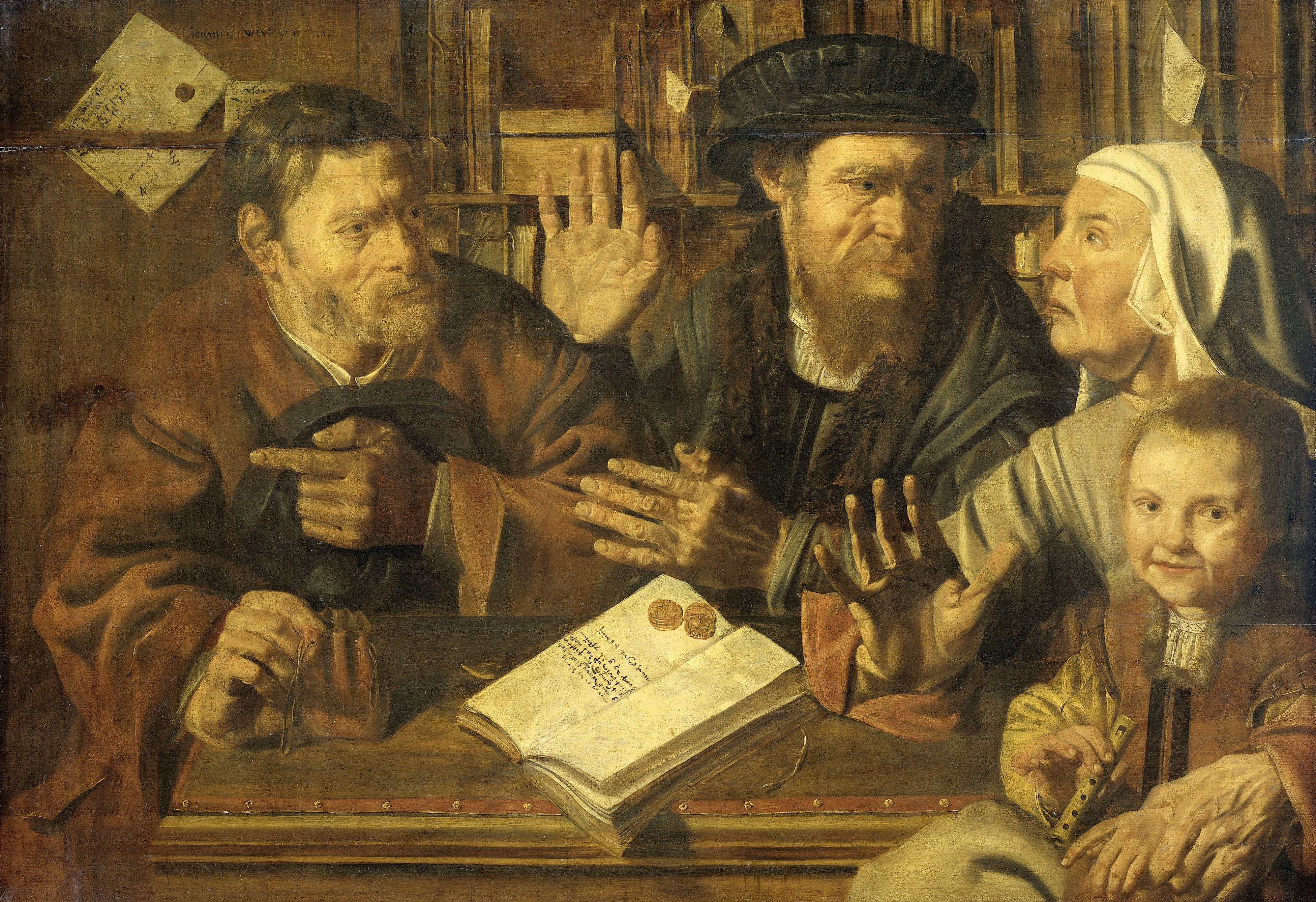
Notariskantoor in 1629, door de Amsterdamse schilder Jan Woutersz Stap

Het Amsterdams notarieel archief is een archief van officiële akten opgemaakt door notarissen in de Nederlandse gemeente Amsterdam. Het archief beslaat de periode van 1578 tot 1915 en is vanwege de compleetheid en gedetailleerdheid in 2017 opgenomen op de werelderfgoedlijst voor documenten. Het archief van 3,5 kilometer omvat 731 notarissen en is ondergebracht bij het Stadsarchief Amsterdam.